# Густав Холст
Густав Холст (Gustav Holst, 21 септември 1874 – 25 май 1934) е английски композитор от германски произход и музикален преподавател в продължение на повече от 20 години.
Холст е най-известен със своята оркестрова сюита „Планетите“. Учи в Кралския музикален колеж в Лондон, покъсно и в Университетски колеж Лондон.
Неговите ранни работи са повлияни от Равел, Григ, Рихард Щраус. Въпреки това голяма част от неговата музика е изключително оригинална, с влияния от хиндуисткия спиритуализъм и английското фолклорно звучене. Музиката на Холст е известна и с необичайната употреба на метриката и в известен смисъл с открояващите се и дори натрапчиви мелодии.
Холст пише над 200 каталогизирани композиции, включително оркестрови сюити, опери, балети, концерти, хорални химни и песни.
Холст става музикален преподавател в Девическото училище Сейнт Поул през 1905 г., както и музикален директор на Морли колидж през 1907 г.; заема тези 2 поста до пенсионирането си.
Той е брат на холивудския актьор Ернест Косарт и баща на композиторката и диригентка Имоджен Холст, която пише биография за своя баща през 1938 г.